# Tiếng La Ha
Tiếng La Ha (tiếng Trung: Lạp Hà 拉哈) là ngôn ngữ thuộc ngữ chi Kra, và là ngôn ngữ của người La Ha. Nó được nói ở các tỉnh Lào Cai và Sơn La, Việt Nam. Các phương ngữ của tiếng La Ha đã được ghi nhận vào năm 1986 bởi các nhà ngôn ngữ học Nga và năm 1996 bởi nhà ngôn ngữ học người Mỹ Jerold A. Edmondson. Nhiều người La Ha cũng có thể trò chuyện với người nói tiếng Khơ Mú, và vùng có người nói tiếng La Ha này cũng có người Thái Đen, người Kháng, Ksingmul (người Xinh Mun) và người H'Mông.
Ostapirat (2000) coi các phương ngữ La Ha tạo thành một nhóm nhỏ của riêng chúng (Kra Nam) trong nhánh Kra.

## Phân bố
Gregerson & Edmondson (1997) và Wardlaw (2000) ghi nhận các địa điểm sau đây của hai phương ngữ La Ha, cụ thể là phương ngữ La Ha Ướt và La Ha Khô.
La Ha Ướt (Laha Ung, la33ha21 ʔuŋ31) của Lào Cai và Lai Châu
- Xã Tà Mít, Tân Uyên, Lai Châu (ngay phía bắc sông Đà) — được gọi là "La Ha Ướt". Người cung cấp thông tin cho Edmondson đến từ Bản Muot, xã Tà Mít (Edmondson & Gregerson 1997). Có 8 ngôi làng La Ha với dân số không quá 1.000 người ở huyện Than Uyên, Lai Châu.
- Xã Pha Mu, Than Uyên và Nậm Cần, Tân Uyên, Lai Châu

La Ha Khô (Laha Phlao) của Sơn La — xung quanh sông Đà và sông Nậm Mu
- Xã Nong Lay và Nậm Ét, Thuận Châu, Sơn La (ngay phía nam sông Đà; ở Bản Muot, v.v.) — được gọi là "La Ha Khô"
- Chiềng Xôm, Liệp Tè, Noong Giông, Nậm Ét ở Sơn La
- Nồng Giôn, Chiềng San, Chiềng Đồng, Pi Toong, và Mường Bú của huyện Mường La, tỉnh Sơn La. Tiếng La Ha Nà Tước, xã Pi Toong được ghi chép lại trong Hsiu (2017).[4]
- Các huyện Thuận Châu, Mường La, Quỳnh Nhai của tỉnh Sơn La
- Đan Bung và Phù Yên gần tỉnh Sơn La trên bờ bắc sông Đà